# Ghost Trick: Phantom Detective
Ghost Trick: Phantom Detective, выпущенная в Японии под названием Ghost Trick (яп. ゴースト トリック Го:суто торикку), — приключенческая видеоигра, разработанная Capcom для Nintendo DS и iOS. В Ghost Trick игрок управляет Сиссэлем, очутившимся на том свете в результате таинственных перипетий. Лишившись памяти, он стал духом и обрёл потусторонние силы — способности, позволяющие ему вселяться в окружающие предметы и управлять ими. С помощью новоприобретённых сил ему в течение ночи предстоит выяснить причины своей загадочной гибели, а также спасти не одну жизнь.
Главным разработчиком, сценаристом и руководителем был Сю Такуми, создатель серии Ace Attorney. Игра издана Capcom и была выпущена для Nintendo DS в Японии 19 июня 2010 года, в Северной Америке 11 января 2011 года, в Европе 14 января 2011 года, и в Австралии 20 января 2011 года. Версия для iOS была выпущена в Японии 16 декабря 2010 года и в остальном мире 2 февраля 2012 года. 8 февраля 2023 года был анонсирован ремастер игры на PlayStation 4, Xbox One, Nintendo Switch и персональные компьютеры, имеющий улучшенную графику, перевод на новые языки (упрощённый и традиционный варианты китайского и корейский) и переработанное звуковое сопровождение.

## Геймплей
Игровой процесс Ghost Trick в основном состоит из двух типов. Большую часть игры игрок будет управлять главным героем, Сиссэлем. Так как он призрак, он должен двигаться, вселяясь в неодушевлённые предметы. Когда он вселяется в предмет, он может манипулировать этим объектом. Чтобы перемещаться в пространстве, игроку нужно будет нажать кнопку «Мир духов», чтобы войти в него. Находясь в мире духов, нужно перетащить Сиссэля на сердцевину предмета, чтобы вселиться в него. Однако радиус досягаемости Сиссэля ограничен, поэтому, чтобы полностью перемещаться в пространстве, он должен задействовать множество предметов в комнате.
Другой тип игрового процесса играется точно так же, за исключением нескольких отличий. Когда игрок находит мёртвое тело, он может связаться с духом жертвы и отправиться во время за четыре минуты до её смерти. За эти четыре минуты у него есть шанс спасти жертву от смерти, манипулируя предметами в локации. Таймер отсчитывает секунды до смерти жертвы. За это время игрок может изменить судьбу жертвы и устранить угрозу. Поскольку время ограничено, у игрока есть вероятность неудачи, однако можно повторить попытку столько раз, сколько необходимо, чтобы спасти жизнь человека.
Позже в игре игрок сталкивается с потусторонними силами Ракеты, собаки, также потерявшей жизнь. Он может поменять местами любые 2 предмета одинаковой формы. У него более обширный радиус досягаемости, чем у Сиссэля, но он не может манипулировать объектами или использовать телефонные линии.

## Сюжет
Игра начинается с того, что игрок (дух по имени Сиссэль) приходит в сознание без воспоминаний о своём прошлом. Он видит труп мужчины на земле на свалке и понимает, что тот недавно умер. Другой дух по имени Рэй (в неофициальном русском переводе — Шатун) рассказывает Сиссэлю о природе духов и их особых способностях, известных как «силы мёртвых». Он демонстрирует способность обитать в объектах и манипулировать ими. Рэй также сказал Сиссэлю, что он может использовать силы мёртвых, чтобы вернуться за четыре минуты до смерти человека и попытаться спасти его жизнь. Сиссэль делает это, чтобы спасти жизнь Линн, молодого детектива. Затем он узнаёт, что Линн пришла на свалку, чтобы получить от него информацию. Так как Линн оказалась единственной зацепкой насчёт прошлого Сиссэля, он решает последовать за ней. Рэй предупреждает, что дух Сиссэля рассеется на рассвете.
С наступлением ночи Сиссэль и Линн работают вместе, чтобы спасти других, пока Сиссэль узнаёт кусочки прошлого. Десять лет назад детективы Джоуд и Кабанела арестовали Йомиэля — человека, который предположительно был шпионом Сита, главы иностранной разведки. Йомиэль сбежал с допроса и скрылся в ближайшем парке, взяв в заложники юную Линн. Джоуд бросился в погоню, однако прежде чем он успел выстрелить в Йомиэля, поблизости упал метеорит, и его осколки поразили Йомиэля, убив последнего. Джоуд принял Линн в свою семью, в которую входили его жена Алма, дочь Камила (в неофициальном переводе и японском оригинале — Канон) и домашняя собака Ракета. За пять лет до начала событий игры Алма была случайно убита сложным устройством, которое Камила построила в качестве сюрприза на её день рождения. Джоуд скрыл улики и взял на себя ответственность за смерть Алмы, чтобы защитить Камилу, и попал в тюрьму под присмотром Кабанелы.
В настоящее время Сиссэль и Линн обнаруживают, что Сит стоял за покушением на Линн и шантажирует министра юстиции. Цель Сита — добиться казни Джоуда. Для этого он заявил, что похитил дочь министра, не зная, что его подчинённые по ошибке похитили Камилу. Сиссэль использует свои способности, чтобы помочь Джоуду освободиться из тюрьмы, однако вскоре после этого Кабанела замечает того и арестовывает. Без давления Сита министр приостанавливает казнь и говорит Сиссэлю и Линн о своих опасениях, что за многими недавними событиями, включая смерть Алмы, стоит какой-то дух, известный как «манипулятор».
Во время исследования трупа Сиссэля на свалке Кабанелу убивает «манипулятор», но Сиссэль с помощью Ракеты, теперь духа со своими призрачными трюками, отменяет его смерть. Сиссэль удивлён, увидев, что манипулятор использовал его труп, на котором ещё не было признаков разложения, чтобы выстрелить в и убить Кабанелу, поклявшись отомстить Джоуду и Линн. Кабанела показывает, что тело, которое принимает дух Сиссэля, принадлежит Йомиэлю, который пропал без вести вскоре после того, как он был объявлен мёртвым, вероятно, захваченный манипулятором; Сиссэль смущён этим откровением. На теле были обнаружены следы того же излучения метеорита, что, как они подозревают, препятствует его разложению.
Сиссэль, Ракета, Линн и Джоуд следуют за манипулятором (который все ещё использует тело Сиссэля), чтобы сесть на подводную лодку, принадлежащую Ситу. Они находят Камилу и загоняют манипулятора в угол, прежде чем он успевает убить Линн, но затем Сит предаёт Йомиэля, извлекая фрагмент метеорита, все ещё находящимся в теле Сиссэля, и топит подводную лодку, после чего он убегает. Йомиэль сообщает, что он работал с организацией Сита, чтобы доставить им метеорит с его уникальными восстановительными способностями, и предпринимал шаги, чтобы уничтожить всех, кто знал об этом, включая Джоуда, Линн и Кабанелу. Йомиэль пришёл работать на Сита в качестве духа после того, как обнаружил, что его невеста, также названная Сиссэль, покончила жизнь самоубийством после его смерти, поскольку Сит пообещал средства для нормальной жизни после того, как тот получит фрагмент.
Очевидно, что спасения нет и приближается рассвет, и Сиссэль понимает, что труп Йомиэля умер десятью годами ранее, однако физически он начал разлагаться только сейчас, и они могут использовать свои призрачные уловки, чтобы отправиться за четыре минуты до этого момента, чтобы попытаться изменить события. Сиссэль, Йомиэль и Ракета возвращаются к этой точке и могут предотвратить смерть Йомиэля от осколка метеора, сохраняя при этом жизнь Джоуда и Линн. Создаётся новая временная линия. Во время этого перехода Сиссэль обнаруживает, что на самом деле он был котом, усыновлённым Йомиэлем после самоубийства его невесты, которой он дал её имя. Сиссэль находился в переноске для кошек недалеко от Йомиэля на свалке, был ранен пулей и убит. Кроме того, Сиссэль обнаруживает, что Рэй на самом деле является старой версией Ракеты, которая без помощи Сиссэля пыталась вернуться в прошлое к смерти Йомиэля, чтобы предотвратить его смерть, но потерпела неудачу и хотела, чтобы Сиссэль помог ей исправить события. По мере написания новой временной шкалы Сиссэля теперь удочерили Джоуд, Алма, Линн и Камила, в то время как Йомиэль с радостью пережидает свой тюремный срок, чтобы воссоединиться со своей ожидающей невестой.

## Разработка
Разработкой занимался создатель серии Ace Attorney, Сю Такуми. «Впервые я подумал об этой идее около пяти лет назад», — сказал Такуми журналу Famitsu. «Мы работали над третьей частью Ace Attorney и решили, что настало время начать думать о новой игре. У меня созрел план по созданию нового типа тайны/загадки, который по стилю отличается от Ace Attorney». Первоначально игра называлась «Ghost Spy», а позже была переименована в «Ghost Trick: Phantom Detective». После выпуска игры на iOS в Японии в декабре 2010 года версия для iOS была выпущена для остального мира 2 февраля 2012 года. Первые две главы доступны бесплатно, а дополнительные главы требуют дополнительной оплаты. В интервью журналу Official Nintendo Magazine в 2013 году Такуми сказал, что хотел бы сделать кроссовер между Ghost Trick и Ace Attorney, в котором Феникс Райт может быть убит, а сторону обвинения может представлять Сиссэль.

## Критика
| Сводный рейтинг       | Сводный рейтинг                 | Сводный рейтинг |
| Издание               | Оценка                          | Оценка          |
| Издание               | DS                              | iOS             |
| --------------------- | ------------------------------- | --------------- |
| GameRankings          | 84,95 %                         | N/A             |
| Metacritic            | 83 / 100                        | 87 / 100        |
| Иноязычные издания    |                                 |                 |
| Издание               | Оценка                          | Оценка          |
| Издание               | DS                              | iOS             |
| Destructoid           | 8,5 / 10                        | N/A             |
| Eurogamer             | 8 / 10                          | N/A             |
| Famitsu               | 34/40                           | N/A             |
| Game Informer         | 6 / 10                          | N/A             |
| GameRevolution        | B                               | N/A             |
| GameSpot              | 9 / 10                          | N/A             |
| GameTrailers          | 8,5 / 10                        | N/A             |
| IGN                   | 8,5 / 10                        | N/A             |
| Joystiq               | [ 22 ]                          | N/A             |
| Nintendo Power        | 9 / 10                          | N/A             |
| RPGFan                | (K.M.) 89 / 100 (K.W.) 83 / 100 | N/A             |
| TouchArcade           | N/A                             | [ 26 ]          |
| The Daily Telegraph   | 8 / 10                          | N/A             |
| Escapist              | [ 28 ]                          | N/A             |
| Adventure Gamers      | [ 29 ]                          | N/A             |
| Русскоязычные издания |                                 |                 |
| Издание               | Оценка                          | Оценка          |
| Издание               | DS                              | iOS             |
| 3DNews                | N/A                             | 7/10            |

Ghost Trick была самой продаваемой игрой для DS в Японии в неделю своего выпуска: она разошлась тиражом 24000 копий. На следующей неделе она опустилась на девятую позицию с дополнительными 20000 проданных копий, а затем на 22-ю на третьей неделе. Capcom назвала низкие продажи игры одной из причин снижения доходов компании в первом квартале 2010 финансового года. По результаты опроса, проведённого Dengeki среди японских геймеров, Ghost Trick находится на 13-м месте в списке самых интересных игр за первую половину 2010 года.
Согласно сайту-агрегатору Metacritic, игра была хорошо принята на обеих платформах: средняя оценка версий для Nintendo DS и iOS составляет 83 и 87 баллов соответственно. Критики из японского журнала Famitsu поставили версии для DS две восьмёрки и две девятки, всего 34 балла из 40.
Дэн Уайтхед, автор обзора на игру в Eurogamer, оценил её на 8 баллов из 10, положительно отметив визуальную составляющую, которую он назвал «ошеломительной», и запоминающихся персонажей. Из недостатков он выделил излишнюю простоту игры: по его словам, Сиссэль постоянно даёт подсказки игроку, а нестандартное мышление применяется только во время стадий, когда Сиссэль отматывает время на четыре минуты до смерти какого-либо персонажа.
В своей рецензии на игру для сайта IGN Дэмон Хетфилд, напротив, назвал игру «бросающей вызов». Он посетовал на то, что при решении головоломок довольно часто приходится полагаться на метод проб и ошибок, а сами ответы не всегда логичны. Ещё одним недостатком он посчитал линейность игры: у каждой загадки лишь одно решение, и этим ограничивается свобода действий игрока. Однако он оценил игру в целом хорошо, в особенности похвалив анимации, которые он назвал «наверное, одними из лучших, что я когда-либо видел».
Рецензент сайта Adventure Gamers Стив Браун в своей статье заключил, что «с такой интересной идеей Capcom могли бы с лёгкостью схалутрить, однако, к счастью, такая участь миновала Ghost Trick: Phantom Detective, которая вышла качественной по всем статьям». Браун похвалил визуальную и звуковую часть игры, сюжет и геймплей, а также отметил, что продолжительность игры — 12 часов — «неплоха». Стив также заметил, что игре не хватает свободы действий, однако порекомендовал игру владельцам Nintendo DS.
Русскоязычная пресса также обратила внимание на игру. Так, Ян Кузовлев из журнала «Игромания» в своей рецензии похвалил игру, сравнив её с Ace Attorney и Hotel Dusk: Room 215. В особенности он обратил внимание на игровую механику: идею манипулирования объектами он сравнил с серией игр The Incredible Machine. Сайт AG.ru выставил игре оценку в 84 %. Рецензент хорошо оценил сюжет игры, отметив, что в игре присутствует «много метафор и насущных переживаний».